# SpaceX CRS-11
SpaceX CRS-11 (alternativně SpX-11, nebo jednoduše CRS-11) je jedenáctá a zároveň předposlední zásobovací mise kosmické lodi Dragon k Mezinárodní vesmírné stanici (ISS) podstoupená v rámci kontraktu Commercial Resupply Services uzavřeného s NASA. Celkově jde o třináctý let Dragonu do vesmíru (pokud počítáme i demo lety C1 a C2+). Je to poprvé, kdy je použita již jednou letěná kosmická loď Dragon.
Společnosti SpaceX takové počínání umožní soustředit více výrobních kapacit na Dragon 2.

## Znovupoužití lodi
SpaceX se své výrobní kapacity snaží přesměrovat na novou loď Dragon 2, takže let CRS-11 je první, při kterém byla znovupoužita kosmická loď Dragon, která byla už od začátku plánována jako znovupoužitelná. Pokud pomineme raketoplány, tak se jedná o první znovupoužití kosmické lodi v historii. Konkrétně jde o Dragon C106, který poprvé letěl při misi CRS-4 v roce 2014. Jisté je znovupoužití tlakové kabiny, nádrží a manévrovacích trysek Draco. Další systémy, jako část avioniky, baterie, tepelný štít a padáky byly vyměněny. Trunk lodi je samozřejmě také nový, protože ten při návratu z oběžné dráhy vždy shoří v atmosféře.

## Náklad

### Náklad při startu
Náklad tvořilo celkem 2800 kg vybavení. Z toho 1170 kg v hermetizované části a přibližně 1600 kg v nehermetizované. Součástí nákladu bylo 40 hlodavců pro studium možností zpomalení řídnutí kostí ve stavu mikrogravitace a experiment s octomilkami určený pro studium srdečních poruch. V nehermetizované části byly umístěny přístroje ROSA, MUSES a NICER.
| Celkový náklad                 | 2708 kg |
| ------------------------------ | ------- |
| Celkový hermetizovaný náklad   | 1665 kg |
| Vědecké experimenty            | 1069 kg |
| Zásoby pro posádku             | 242 kg  |
| Hardware pro stanici           | 199 kg  |
| Počítačové vybavení            | 27 kg   |
| Vybavení pro EVA               | 56 kg   |
| Celkový nehermetizovaný náklad | 1002 kg |
| ROSA                           | 325 kg  |
| NICER                          | 372 kg  |
| MUSES                          | 305 kg  |

#### NICER
Přistroj NICER, neboli Neutron Star Interior Composition Explorer (průzkumník složení vnitřních vrstev neutronových hvězd) je první vědecký přístroj určený ke studiu neutronových hvězd a v rentgenovém spektru má měřit změny jasnosti spojené s deformací způsobenou rotací hvězdy. Díky tomu bude možné určit průměr pulsaru, což je klíčová hodnota nutná pro plné pochopení vnitřní struktury. S jeho pomocí bude také možné přesněji určit kritické množství, při kterém se hvězda stane černou dírou. Hlavní součástí přístroje je 56 rentgenových teleskopů s rentgenovými koncentrátory.

#### ROSA
ROSA, neboli Roll-Out Solar Array je demonstrátor nové technologie ohebných solárních panelů, které by mohly najít uplatnění u nových kosmických lodí, protože jsou lehčí, pevnější a kompaktnější, něž dosud používané panely. Design je označován jako RAPDAR (Roll Out and Passively Deployed Array) a má velmi dobrou energetickou hustotu. Současné systémy mají výkon 20 kW při hustotě 50 W/kg, ale RAPDAR umožňuje až 250 W/kg při výkonech od 1 kW do 50 kW. Solární panel byl testován týden, kdy byl připojen ke staniční paži Canadarm2. Podle původního plánu měl být panel složen a uložen zpět do nehermetizované nástavby lodi Dragon, ale svinutí se nepodařilo, takže byl panel podle záložního plánu odhozen tak, aby při svém oběhu nekřížil dráhu stanice.

#### MUSES
MUSES, neboli Multi-User System for Earth Sensing je komerční platforma určená k připojení až čtyř různých senzorů. Připojené přístroje nemusí obsahovat systém orientace, protože ten je součástí platformy. Na platformě se už nachází německý hyperspektrální senzor DESIS, který je určen pro sledování Země v 235 částech spektra. Pokrývá viditelnou i blízkou infra-oblast (400 – 1000 nanometrů) při pozemním rozlišení 30 metrů.

### Náklad při návratu
Loď zpět na Zemi dopravila 1860 kg nákladu.